# Passarella di Sotto
Passarella di Sotto (Passarela de Soto [pasaˈɾɛa de ˈsoto] in veneto) è una frazione di 318 abitanti del comune di Jesolo confinante con il comune di San Donà di Piave (dove si trova la località Passarella).

## Geografia fisica
A nord è lambita dal fiume Piave, mentre verso ovest, in prossimità del confine con il territorio comunale di San Donà, è interessata dall'alveo irriguo-scolante del canale Bova Rosa, alimentato dalle acque di risorgiva del fiume Sile-Piave Vecchia.

## Monumenti e luoghi d'interesse
È presente una chiesa parrocchiale dedicata a Santa Maria Assunta. Venne edificata, come riporta un'incisione sulla parete destra dell'edificio, nel 1717, da un certo Tomaso Querino.

## Economia
L'economia della frazione è basata sull'agricoltura, con una netta prevalenza di latifondismo rispetto alla coltivazione diretta. Le colture principali sono mais, soia, frumento e anche se in calo rispetto agli anni passati, la coltivazione di alberi da frutto di mele.